# Andrzej Heidrich
Andrzej Ryszard Heidrich (ur. 6 listopada 1928 w Warszawie, zm. 20 października 2019 tamże) – polski grafik, ilustrator książek, projektant m.in. znaczków pocztowych i banknotów.

## Życiorys
Syn Adolfa, naczelnika harcerzy Związku Harcerstwa Polskiego, i Zofii. Andrzej Heidrich kształcił się w Warszawie, ukończył Prywatną Koedukacyjną Szkołę Powszechną „Rodziny Wojskowej” przy ul. Czarnieckiego na Żoliborzu, Gimnazjum Graficzne przy ul. Konwiktorskiej i Liceum Sztuk Plastycznych przy ul. Górnośląskiej. W czasie II wojny światowej uczył się na tajnych kompletach, był członkiem Szarych Szeregów. W 1954 ukończył z wyróżnieniem studia na Wydziale Grafiki Akademii Sztuk Pięknych w Warszawie. Dyplom obronił u profesora Jana Marcina Szancera, a tematem pracy dyplomowej były ilustracje do sztuki Molière’a pt. Świętoszek.
W latach 1949–1990 współpracował ze Spółdzielnią Wydawniczą „Czytelnik”, dla której m.in. projektował okładki i ilustrował książki takich autorów jak Ryszard Kapuściński, Jarosław Iwaszkiewicz i Leszek Kołakowski. Od 1974 był naczelnym grafikiem w tym wydawnictwie.
Był autorem wielu projektów znaczków pocztowych, dokumentów oraz banknotów: serii Wielcy Polacy (1974–1993, w obiegu w latach 1975–1996) oraz Władcy polscy (1994, w obiegu od 1995). Autor poprawek godła heraldycznego Polski, wprowadzonych do obowiązującego w III RP herbu państwowego, a także insygniów Orderu Krzyża Wojskowego.
Andrzejowi Heidrichowi poświęcono odcinek Twentieth Century Illustrated – Andrzej Heidrich w ramach cyklu filmów dokumentalnych Twentieth Century, w którym prezentowano sylwetki polskich twórców sztuki XX wieku. Został również bohaterem filmu dokumentalnego Wielki człowiek małej grafiki, zrealizowanego w 2011 na zlecenie Narodowego Banku Polskiego.
Pochowany na cmentarzu Wojskowym na Powązkach (kwatera Q, kolumbarium 3/1/6).

## Odznaczenia i wyróżnienia[10]
- Krzyż Komandorski Orderu Odrodzenia Polski – 2014[11]
- Krzyż Oficerski Orderu Odrodzenia Polski – 1999[12]
- Krzyż Kawalerski Orderu Odrodzenia Polski – 1977[6]
- Złoty Krzyż Zasługi
- Złoty Medal „Zasłużony Kulturze Gloria Artis” – 2006[6]
- Medal 40-lecia Polski Ludowej
- Brązowy Medal „Za zasługi dla obronności kraju”
- Odznaka „Zasłużony Działacz Kultury”
- Odznaka honorowa „Zasłużony dla bankowości PRL” – 1989[6]